# Walter Siebelist
Walter Siebelist (* 30. März 1904 in Hamburg; † 7. Juni 1978 ebenda) war ein deutscher Maler, Grafiker und Bauplastiker.

## Leben
Walter Siebelist war ein Sohn des Malers Arthur Siebelist. Von 1921 bis 1924 erhielt er Unterricht bei Leopold von Kalckreuth. Danach besuchte er bis 1927 die Landeskunstschule Hamburg bei Julius Wohlers. Anfang der 1930er Jahre reiste er nach Italien und Spanien. Hier lernte er die Werke Antoni Gaudís kennen, den er sich zum Vorbild nahm. Während des Zweiten Weltkriegs leistete Siebelist von 1939 bis 1945 Kriegsdienst im Osten. 1943 heiratete er Hedwig Koopmann, die 2009 starb. Das Ehepaar bekam zwei Kinder. Während der Operation Gomorrha verlor er den größten Teil der bis dahin erstellten Werke.
1946 kam Siebelist aus zweijähriger sowjetischer Kriegsgefangenschaft zurück in seine Geburtsstadt, wo er sich 1947 dem Baukreis anschloss. Von 1946 bis 1952 gehörte er der Hamburgischen Sezession an. Ab 1961 unterrichtete er Kunst an der Hamburger Volkshochschule.
Walter Siebelist starb im Juni 1978. Im selben Jahr fand eine Gedenkausstellung in der Freien Akademie der Künste statt. Zu diesem Anlass erschien ein kleiner Katalog, der Texte von Gustav Burmester und Max Hermann Mahlmann enthielt. Außerdem enthielt er Teile eines Tagebuchs, das Siebelist 1943 in Russland geführt hatte.

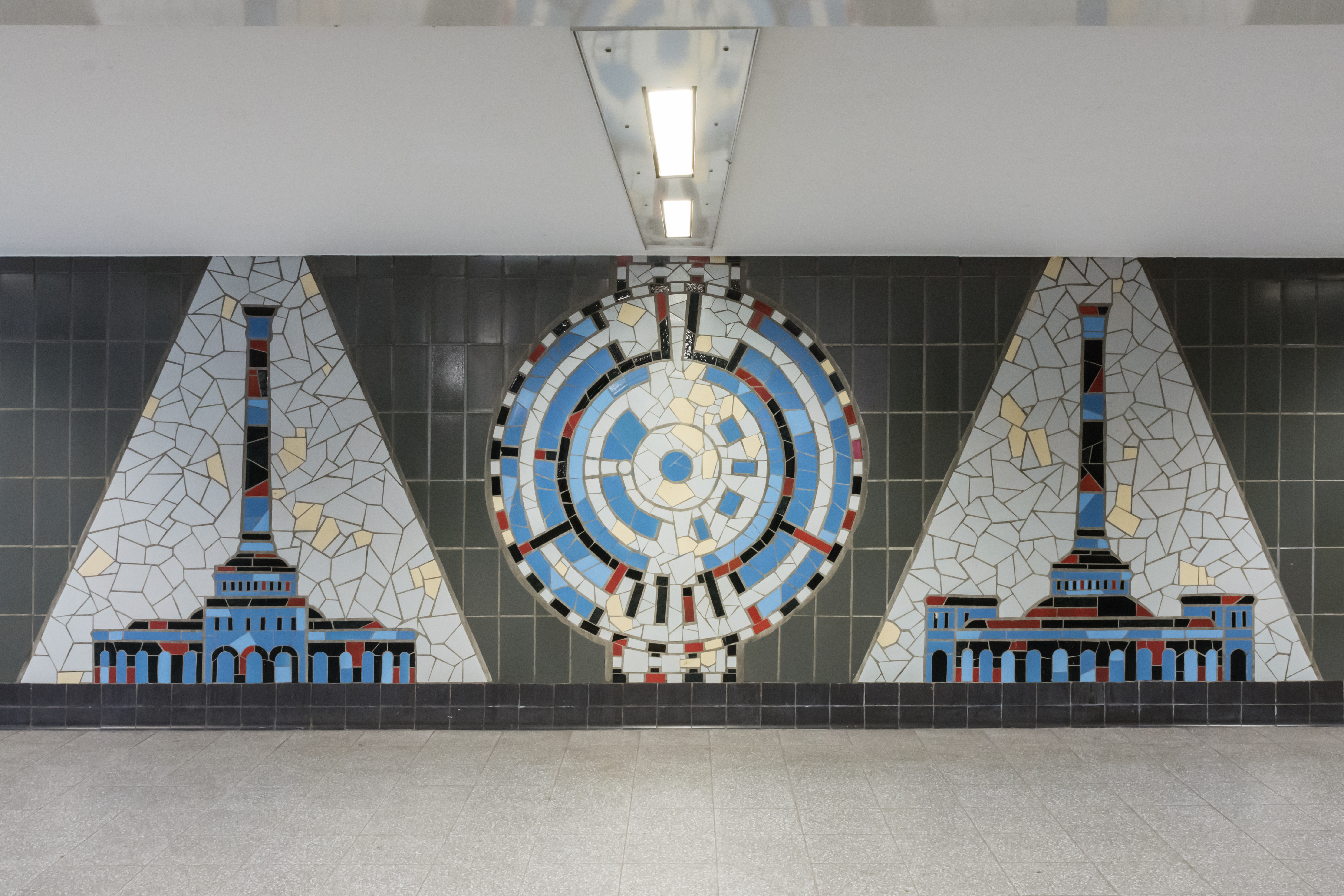
U-Bahnhof Steinstraße

## Werke
Walter Siebelist arbeitete anfangs gegenständlich, entwickelte sich aber kontinuierlich zu einem abstrakten Künstler. Bei seinen Bauplastiken verwendete er verschiedene Materialien wie Glas, Keramik und Metall. Er erstellte ab 1949 über 60 Auftragsarbeiten. Der Großteil hiervon ist in Hamburg zu finden. Zu diesen Werken gehören Mosaiken am Arbeitsamt Kieler Straße von 1954 und am U-Bahnhof Steinstraße, angefertigt 1960. Am U-Bahnhof Burgstraße befindet sich eine 1966 gestaltete Edelplastik, in Planten un Blomen ein Mosaikbrunnen aus dem Jahr 1953.
Zu den Werken außerhalb Hamburgs gehört ein Kriegermahnmal von 1963 in Burg und ein weiteres derartiges Mahnmal in Barmstedt. 1960 verzierte er die Wand eines Kraftwerks in Stade, 1969 gestaltete er ein Glasrelief für das Kraftwerk in Wiesmoor. In Bangkok befindet sich ein Metall-Relief aus dem Jahr 1968.
Die Gemälde von Walter Siebelist sind in der Hamburger Kunsthalle und in der Sammlung der Hamburger Kulturbehörde zu finden.